# Schlacht von Scheich Saad
Landung bei Fao –
Basra –
al-Qurna –
Shaiba –
Ktesiphon –
Belagerung von Kut –
Scheich Saad –
Wadi –
Hanna –
Dujaila –
Kut II –
Bagdad –
Samarra –
Ramadi –
Sharqat

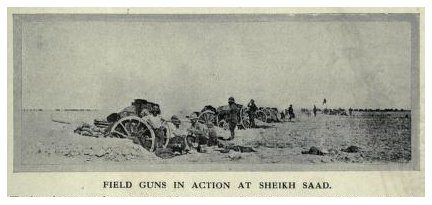
Britische Artillerie während der Schlacht von Scheich Saad

Als Schlacht von Scheich Saad (DMG Šaiḫ Saʿd, türkisch Sağ Sahil) bezeichnet man die Kämpfe zwischen britisch-indischen und osmanischen Truppen während des Mesopotamienfeldzuges am 6. Januar 1916.
Die Schlacht war die erste von mehreren Angriffen, die einen Durchbruch zu den belagerten Truppen unter Charles Vere Ferrers Townshend zum Ziel hatten.

## Vorgeschichte
Nach der Schlacht von Ktesiphon zogen sich die angeschlagenen Briten nach Kut zurück.
Sie wurden von den Osmanen, unter Halil Kut und Colmar Freiherr von der Goltz, verfolgt und in der Stadt eingeschlossen.
Anfangs entschied man sich gegen einen Ausbruchsversuch, da man die Türken bei Kut binden wollte.
Doch als Townshend fälschlicherweise hörte, dass die Truppen nur noch Lebensmittel für einen Monat hätten, hielt man einen Ausbruch für notwendig.
Daraufhin entsandte man eine Entsatztruppe unter Fenton Aylmer nach Kut.

## Schlacht
Fenton Aylmer schickte eine Vorhut, die vergeblich versuchte, die Belagerung zu beenden. Am 7. Januar griff Aylmer mit seiner gesamten Armee die Osmanen an. Nach schweren Kämpfen gelang es den Briten, die Gräben am linken Ufer des Tigris zu erobern und zwei Kanonen zu erbeuten. Doch die rechte Seite des Flusses wurde von den osmanischen Truppen gehalten. Erst am 9. Januar vermochten es die britisch-indischen Truppen, die Osmanen aus Scheich Saad zu vertreiben. Ein Versuch Aylmers, diese Truppen zu verfolgen, scheiterte aufgrund starker Regenfälle, die die Straßen unpassierbar machten.

## Folgen
Die Osmanen zogen sich daraufhin in das 16 km entfernte Wadi zurück, wo sie bei der Schlacht am Wadi gegen die Briten einen taktischen Vorteil erringen konnten.